# McDonough, Georgia
McDonough är en stad (city) i Henry County, i delstaten Georgia, USA. Enligt United States Census Bureau har staden en folkmängd på 22 446 invånare (2011) och en landarea på 32,9 km². McDonough är huvudort i Henry County.